# Rafer Johnson
Rafer Lewis Johnson, ameriški atlet in filmski igralec, * 18. avgust 1935, Hillsboro, Texas, ZDA, † 2. december 2020, Sherman Oaks, Los Angeles, ZDA.
Johnson je nastopil na poletnih olimpijskih igrah v letih 1956 v Melbournu in 1960 v Rimu. Leta 1960 je postal olimpijski prvak v deseteroboju, leta 1956 pa olimpijski podprvak. Zmagal je tudi na Panameriških igrah 1955 v Ciudadu de México. Trikrat je postavil nov svetovni rekord v deseteroboju. Prvič 11. junija 1955 s 7985-imi točkami, veljal je do maja 1958, ko ga je izboljšal Vasilij Kuznecov. 28. julija 1958 je rekord ponovno prevzel Johnson z 8302-imi točkami, leto za tem ga je ponovno podrl Kuznecov. Še tretjič in zadnjič je Johnson popravil rekord na 8683 točk 9. julija 1960. Veljal je do leta 1963, ko ga je izboljšal Jang Čuan-kvang. Leta 1960 je bil izbran za svetovnega atleta leta.
Zaigral je v več filmih, tudi v filmu iz serije o Jamesu Bondu Dovoljenje za ubijanje.
Njegov brat Jimmy Johnson je nekdanji igralec ameriškega nogometa, hči Jenny Johnson Jordan pa odbojkarica na mivki.